# Klein Wittensee

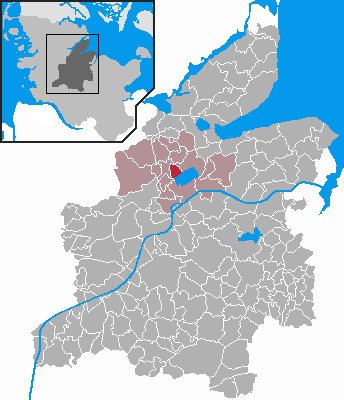
Situation de la commune dans l'arrondissement.

Klein Wittensee est une commune d'Allemagne de l'arrondissement de Rendsburg-Eckernförde dans le Land de Schleswig-Holstein.